# Arturo Ruas
Adrian Jaoude (Beirut, 11 ottobre 1981) è un wrestler brasiliano.
È stato sotto contratto con la WWE dal 2015 al 2021 e, sempre nel 2021, ha fatto un'apparizione nella All Elite Wrestling.

## Carriera nel wrestling

### WWE (2016–2021)

#### NXT(2016–2021)
Jaoude firmò con la WWE nel 2015, venendo mandato dapprima nel Performance Center, e poi debuttando in alcuni House Show di NXT, territorio di sviluppo della WWE. Nel luglio del 2016 Jaoude, combattendo col suo nome reale, fece coppia con Niko Bogojevic perdendo contro Sunny Dhinsa e Gzim Selmani. Nel 2017 iniziò a far coppia con il connazionale Cezar Bononi, perdendo spesso contro gli Street Profits. Nella puntata di NXT del 12 settembre 2018 Jaoude e Bononi vennero sconfitti da Danny Burch e Oney Lorcan. Nella puntata di NXT del 18 settembre 2019 Jaode adottò il ringname Arturo Ruas e venne sconfitto da Pete Dunne. Nella puntata di NXT del 25 dicembre andò in onda un video circa l'imminente ritorno di Ruas.
Nella puntata di Raw del 10 agosto 2020 Ruas apparve durante Raw Underground, dove la settimana dopo affrontò Riddick Moss. Il 12 ottobre, per effetto del Draft, Ruas passò ufficialmente al roster di Raw. Nonostante questo, però, Ruas tornò ad NXT, e nella puntata del 18 novembre venne sconfitto da Kushida. Successivamente, Ruas riportò un infortunio al bicipite dovendo rimanere fuori dalle scene.
Il 25 giugno Ruas venne rilasciato dalla WWE.

### All Elite Wrestling (2021)
Il 26 ottobre 2021 Jaoude fece un'apparizione nella All Elite Wrestling come Tiger Ruas durante una puntata di AEW Dark.

## Personaggio

### Musiche d'ingresso
- En Hois dei CFO$ (WWE; 2016–2018)
- Claw Hammer dei CFO$ (WWE; 2019–2021)

## Titoli e riconoscimenti
- Pro Wrestling Illustrated
  - 483° tra i 500 migliori wrestler singoli nella PWI 500 (2019)